# Novinky.cz
Novinky.cz – czeski portal informacyjny funkcjonujący od 1998 roku. Należy do najczęściej odwiedzanych serwisów informacyjnych w Czechach.
Serwis był notowany w rankingu Alexa globalnie na miejscu: 1628 (grudzień 2020), w Czechach: 6 (grudzień 2020).